# 242P/Spahr
242P/Spahr è una cometa periodica appartenente alla famiglia delle comete gioviane. La cometa è stata scoperta dall'astronomo statunitense Timothy B. Spahr il 27 ottobre 1998, la sua riscoperta il 14 agosto 2010 ha permesso di numerarla.

## Orbita
La cometa ha una MOID col pianeta Giove inferiore a 0,30 UA, pari a circa 45 milioni di km, il 25 aprile 2129 la cometa avrà un incontro ravvicinato con Giove a 0,268 UA , in futuro, come è avvenuto anche nel passato, un incontro di tale tipo cambierà nuovamente la sua orbita modificandola drasticamente.